# Булаївка (Кіровоградська область)
Булаївка — колишній населений пункт Новогеоргіївського району Кіровоградської області.

## Стислі відомості
В 1930-х роках входило до складу Пеньківської сільради Новогеоргіївського району. В часі Голодомору 1932—1933 років нелюдською смертю померло не менше 16 людей.
Дата зникнення станом на серпень 2023 року невідома.